# 贝姆斯特
贝姆斯特（荷蘭語：Beemster，讀音ⓘ）是荷兰北荷兰省的一个市镇。它也是荷兰的首个自湖中辟水造地而成的所谓圩田（polder），水通过风车被自湖中排出。贝姆斯特圩田于1609-1612年被排干。它保存了其完好的极其有序的田地、道路、运河、堤防以及居民点景观，符合古典的和文艺复兴时期的规划原则。贝姆斯特的运河网格与道路网格平行。这些网格相互补偿：较大的引水渠被距较宽道路大约1公里所补偿。

## 人口中心
贝姆斯特市镇包括如下城市、镇、村及/或区：中贝姆斯特（Middenbeemster）, 北贝姆斯特（Noordbeemster）, 西贝姆斯特（Westbeemster）, 南贝姆斯特（Zuidoostbeemster）。

## 历史
在西元800年左右，北荷蘭現今貝姆斯特市的地區其實是被泥炭所覆蓋的。而「貝姆斯特」這個名字，原本是來自當地一條小河的名稱「Bamestra」（參見Groenedijk，2000）。在1150年至1250年的時期，當地人進行泥炭的挖掘，再加上風暴及洪水的影響，使得這條小河逐漸擴大成一個內陸海，即與须德海相通的湖泊。大約在1605年，私人投資者開始排乾貝姆斯特湖。到了1610年，排水工程差不多完成，但由於须德海堤防（Dike (construction)|dike）破損，湖水重新灌入。因为被毁。因此，決定將環堤築高一米，高出周圍地區。到了1612年，圩田已經乾涸，土地被分配給投資者。早期的圩田，農民們種植了必需品，以應對荷兰东印度公司對東印度的長途航行需求。結果發現，這片土地非常肥沃，使得該項目被視為經濟上的成功案例，與海尔许霍瓦德形成了鮮明對比。自1999年以來，整個貝姆斯特墾草地就被列入聯合國教科文組織的世界遺產名錄。
贝姆斯特圩田是CONO Kaasmakers的所在地，該公司生產貝姆斯特品牌的奶酪。這個合作社成立於1901年，生產的奶酪來自貝姆斯特墾草地的牛奶。如今（页面存档备份，存于）贝姆斯特奶酪不仅在欧洲出售，也销往美国、加拿大、日本和中国。

## 世界遗产
由于其历史关联，并由于该区域的最初结构很大程度上仍然完好，贝姆斯特1999年被列入了UNESCO世界遗产名录。提名理由如下：
- 标准(i):贝姆斯特圩田是创造性规划的杰作，在其中，古代和文艺复兴时期的理念被运用在辟水造地景观的设计中。
- 标准(ii):贝姆斯特圩田的创新的和富有充满智慧的想象力的景观对欧洲及其他地区的辟水造陆项目具有深刻的和长远的影响。
- 标准(iv):贝姆斯特圩田的开创标志着在一个社会与经济扩张的关键时期人与水相互关系一个主要前进步骤。

## 地方政府
贝姆斯特的市政委员会由13个席位组成，其分布如下：
- Beemster Polder Partij - 5席
- PvdA - 3席
- VVD - 3席
- CDA - 2席

现任市长是哈里·布林克曼（Harry Brinkman）。